# Nagylengyel
Nagylengyel is een plaats (község) en gemeente in het Hongaarse comitaat Zala. Nagylengyel telt 479 inwoners (2001).